# Maera bousfieldi
Maera bousfieldi är en kräftdjursart som beskrevs av Krapp-Schickel och Jarrett 2000. Maera bousfieldi ingår i släktet Maera och familjen Melitidae. Inga underarter finns listade i Catalogue of Life.